# Équipe de Russie féminine de football des moins de 19 ans
Cet article traite de l'équipe féminine. Pour l'équipe masculine, voir Équipe de Russie des moins de 19 ans de football.
Maillots
L’équipe de Russie féminine de football des moins de 19 ans est la sélection des joueuses russes de moins de 19 ans représentant leur nation lors des compétitions internationales de football féminin, sous l'égide de la Fédération russe de football.

## Parcours

### Parcours en Coupe du monde
La compétition est passée en catégorie des moins de 20 ans à partir de 2006.
- 2002 : Non qualifiée
- 2004 : Quart de finale

### Parcours en Championnat d'Europe
- 1998 : Quart de finale
- 1999 : Non qualifiée
- 2000 : Non qualifiée
- 2001 : Non qualifiée
- 2002 : Non qualifiée
- 2003 : Non qualifiée
- 2004 : Demi-finaliste
- 2005 :  Championne
- 2006 : Demi-finaliste
- 2007 : Non qualifiée
- 2008 : Non qualifiée
- 2009 : Non qualifiée
- 2010 : Non qualifiée
- 2011 : Phase de groupes
- 2012 : Non qualifiée
- 2013 : Non qualifiée
- 2014 : Non qualifiée
- 2015 : Non qualifiée
- 2016 : Non qualifiée
- 2017 : Non qualifiée
- 2018 : Non qualifiée
- 2019 : Non qualifiée
- 2020 - 2021 : Éditions annulées
- 2022 : Non qualifiée